# Parafia św. Stanisława w Ruszczy
Parafia świętego Stanisława w Ruszczy – parafia rzymskokatolicka, znajdująca się w diecezji sandomierskiej, w dekanacie Połaniec.